# Anna Carafa della Stadera
Donna Anna Carafa della Stadera (Portici, luglio 1610 – Portici, 24 ottobre 1644) è stata una nobildonna italiana, figlia di Antonio Carafa della Stadera e di Elena Aldobrandini.
Suo padre Antonio era l'unico figlio ed erede di Luigi Carafa della Stadera, IV principe di Stigliano e IV duca di Mondragone, e di Isabella Gonzaga, duchessa di Sabbioneta. Tuttavia, sia suo padre sia i suoi due fratelli maschi premorirono sia a Luigi sia a Isabella. Per questo, Anna, in quanto unica sopravvissuta, divenne erede universale di un ricchissimo bouquet di titoli e feudi.
Così, oltre ai vari feudi e titoli minori, successe il padre e il nonno nei titoli di principessa di Stigliano e duchessa di Mondragone, e successe la nonna nel Ducato di Sabbioneta ma senza titolo ducale, poiché passò per concessione imperiale a un altro ramo dei Gonzaga.
Si sposò con il nobile spagnolo Ramiro Felipe Núñez de Guzmán, che venne nominato viceré di Napoli e la rese viceregina consorte.

## Biografia

### Nascita e famiglia
Donna Anna nacque nel luglio del 1610 in una delle più antiche, importanti ed influenti famiglie nobiliari del Regno di Napoli, quella dei Carafa, ed apparteneva ad uno dei due rami cadetti principali, quello dei Carafa della Stadera.
Era l'ultima dei tre figli di Antonio Carafa della Stadera, duca di Mondragone, e di Elena Aldobrandini.
Tramite suo padre, Anna poteva vantare una illustrissima ascendenza. Infatti poteva annoverare tra i suoi avi tre papi (Giulio II, Paolo III e Paolo IV), un re (Ferdinando I di Napoli), la famiglia Gonzaga, quella dei Colonna, quella degli Orsini e la Casa reale di Trastámara della Corona d'Aragona. 
Tramite la madre, invece, Anna poteva vantare la parentela con un quarto ed ennesimo papa, poiché Elena era figlia di una nipote di papa Clemente VIII.

### Erede universale

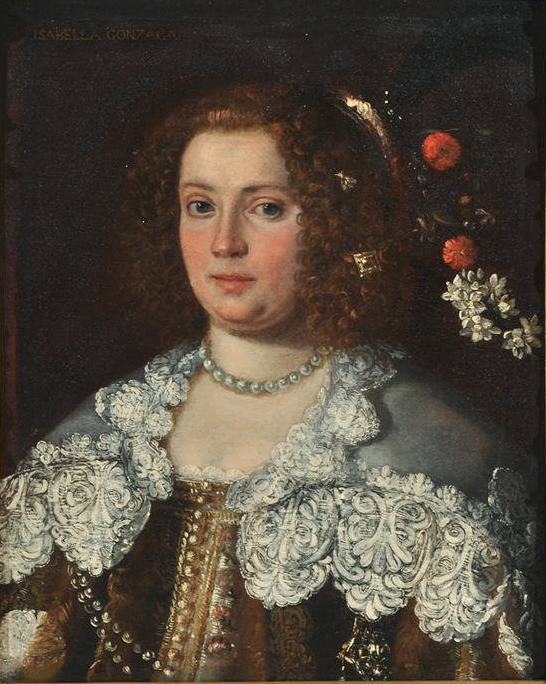
Ritratto di Isabella Gonzaga, duchessa di Sabbioneta e nonna paterna di Anna Carafa.

Il fratello primogenito di Anna, Onofrio, morì intorno ai due anni di vita nel 1607 e ben presto anche l'altro fratello, Giuseppe, e il padre stesso moriranno prematuramente.
Alla morte di tutti e tre i maschi più prossimi della sua famiglia, i nonni di Anna erano ancora entrambi in vita. Per questo lei si ritrovò a rimanere l'unico membro ancora vivente dell'illustre dinastia Carafa del ramo dei Principi di Stigliano e Duchi di Mondragone. Fu così designata come erede universale delle enormi fortune dei nonni.
Luigi Carafa morì il 22 gennaio 1630 a 62 anni. Qualche anno dopo lo seguì anche la moglie Isabella Gonzaga, il 10 febbraio 1637 a 72 anni.
Così, alla morte dei nonni, Anna si ritrovò a possedere grosse fortune, molti titoli e molti feudi, tra cui i più illustri erano il Ducato di Sabbioneta, il Principato di Stigliano, il Ducato di Mondragone e la Contea di Fondi.
L'eredità venne valutata in 1 500 000 scudi, oltre a 650 000 ducati in beni mobili, che la rendeva una delle più ricche ereditiere dell'intero Regno di Napoli di quel periodo. Con Sabbioneta ricevette anche il ducato di Traetto e la contea di Fondi, in quanto discendente di Vespasiano I Gonzaga.

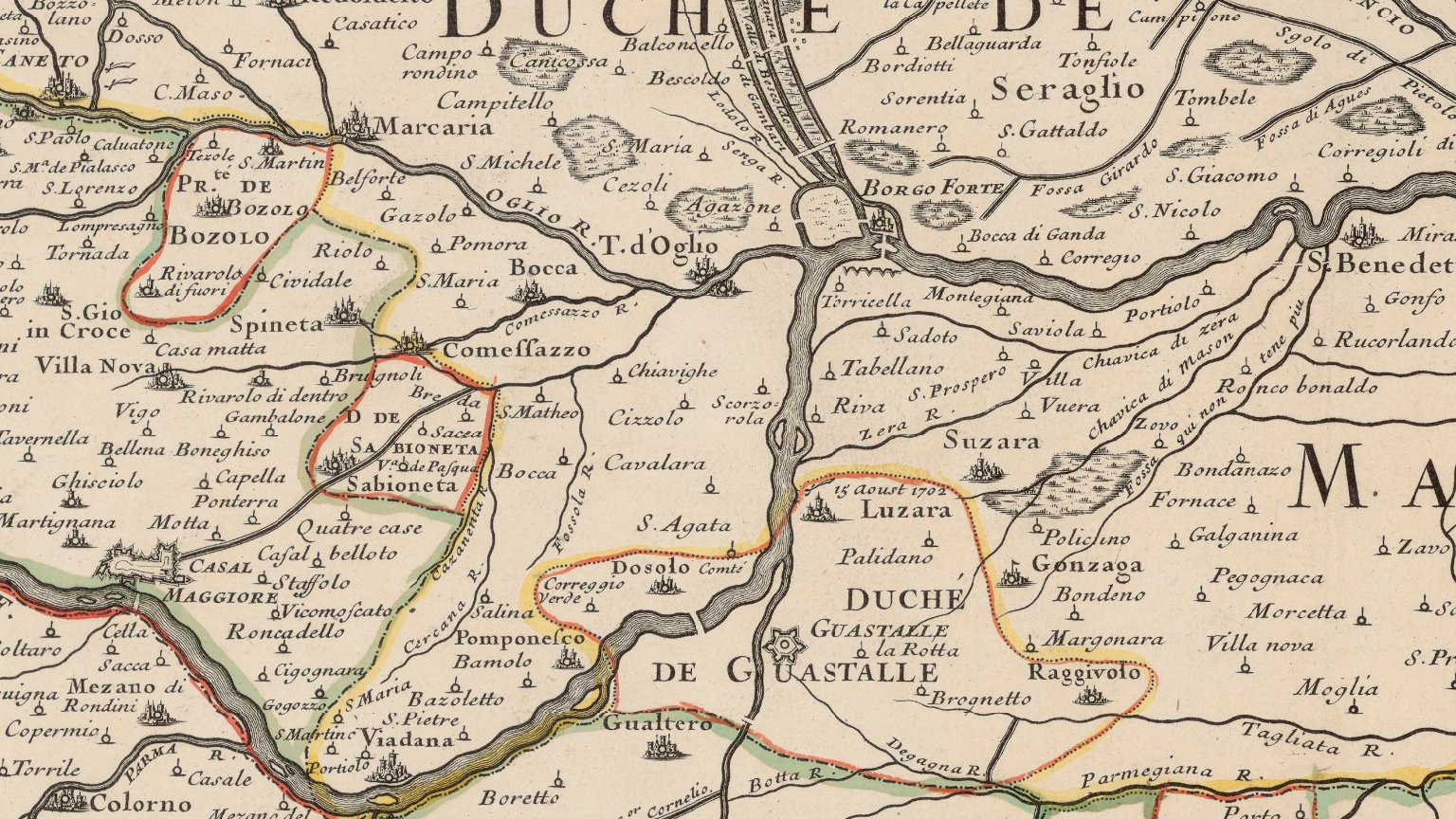
Carta con l'indicazione del Ducato di Sabbioneta (contrassegnato coi confini in arancio-rosso, verso sinistra, di forma simil-quadrato).

Il possesso feudale del ducato di Sabbioneta venne da lei mantenuto a vita ma non il titolo ducale, che passò su disposizione imperiale a Scipione Gonzaga, primo principe di Sabbioneta. La sovrana amministrò i territori con fermezza e disinvoltura utilizzando a proprio favore molte prerogative feudali, mentre il consorte opprimeva con tasse e imposizioni i sudditi napoletani.

### Relazioni prematrimoniali

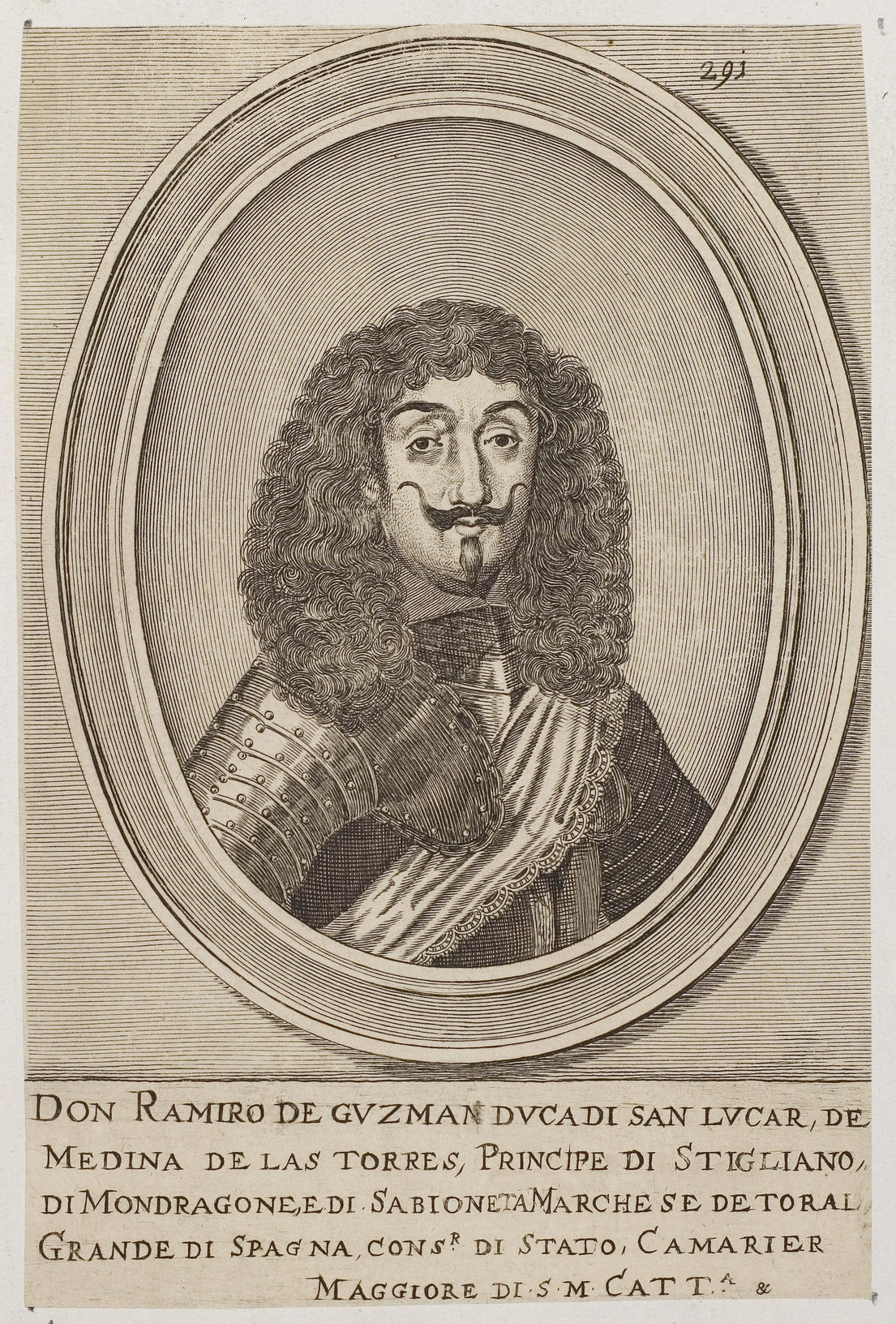
Incisione del XVII secolo raffigurante Don Ramiro Felipe Núñez de Guzmán, marito di Anna Carafa.

Nel 1630 la nobildonna visse una relazione amorosa con il conte di Soriano, Francesco Maria Domenico Carafa. 
In seguito stabilì un'altra relazione amorosa con il poeta Giuseppe Storace d'Afflitto, che poi tradì.

### Matrimonio e vita adulta: la Viceregina di Napoli
Infatti, Anna andò in sposa nel giugno 1636 (a 26 anni) al nobile spagnolo Don Ramiro Felipe Núñez de Guzmán, II duca di Medina de las Torres e II marchese di Toral, che venne poco dopo, il 13 novembre 1637, nominato all'illustre carica di viceré di Napoli (la nomina era una condizione del contratto nuziale). 
La decisione di sposare quest'uomo venne aspramente disapprovata dalla nonna Isabella, la quale sperava per la nipote in uno sposo italiano che avesse a cuore l'interesse di quegli Stati italiani ed indipendenti che sarebbero stati da lei ereditati. Solo la promessa nella nomina a viceré la addolcì. Isabella morì l'anno seguente delle nozze e venne successa nei suoi feudi da Anna e il suo neo-marito, il quale si adoperò affinché il Ducato di Sabbioneta restasse sotto il controllo degli Spagnoli.
Anna fu anche protagonista di un riuscito tentativo di bonifica idraulica della Piana di Fondi. 

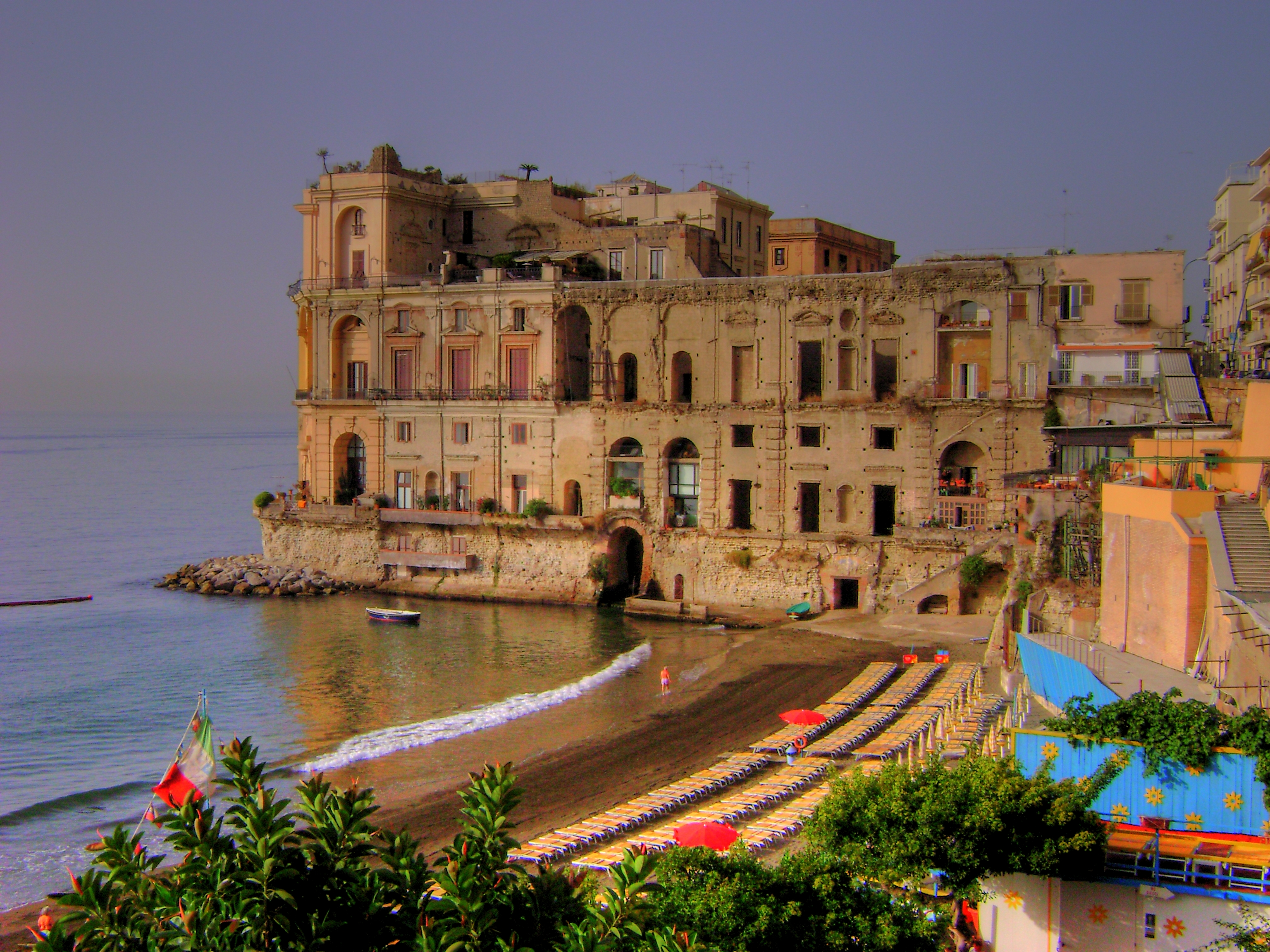
Palazzo Donn'Anna in una fotografia del 2007.

Inoltre, la sua figura è saldamente legata al misterioso e celeberrimo Palazzo Medina a Posillipo, poi rinominato Palazzo Donn'Anna in suo onore: infatti, l'edificio fu eretto per volontà della Viceregina e su di esso aleggiano credenze popolari narrate anche dalla scrittrice Matilde Serao.
Il marito fu viceré fino al 6 marzo 1644.
La veste parzialmente visibile nel ritratto ufficiale di donn'Anna Carafa è stata oggetto di un'approfondita analisi storico-culturale.

### Morte
La Viceregina morì, all'età di 36 anni, il 24 ottobre 1644 nell'oggi noto Palazzo Capuano a Portici, dov'era nata, a causa di una grave infezione conseguente a un parto prematuro. La madre la fece seppellire nella Chiesa di “Santa Maria della Consolazione” a Ercolano, all’epoca appartenente ai monaci agostiniani scalzi. La salma sarà poi trasferita nella Basilica di San Domenico Maggiore.

## Discendenza
Anna e Ramiro Felipe ebbero i seguenti figli:
- Domenico de Guzman e Carafa (* 23 marzo 1637 - † 1638);
- Nicola María de Guzmán Carafa (* 22 marzo 1638  † 7 gennaio 1689), marchese, terzo duca di Toral, secondo duca di Medina de las Torres, duca di Mondragone e futuro duca di Sabbioneta;
- Domenico de Guzman e Carafa (* ca. 1639 † assassinato, Bologna aprile 1674); il 22 maggio 1664 uccise in duello Gaspar de Mendoza y Moscoso, V marchese di Almazán, dovendo quindi fuggire in Italia,
- Aniello de Guzman e Carafa (* ca. 1640  † 16 aprile 1677), marchese di Castel Rodrigo dal suo matrimonio con Eleonora de Moura Corterreal. Fu viceré di Sicilia ad interim (1676-1677);
- Antonio (* ca. 1641 - † dopo il 1644);
- Maria Giuseppa (* 1642 - † 1643);
- n.n., nato morto il 24 ottobre 1644

## Ascendenza
|                                 |                      |                         | Genitori                                  |  |  | Nonni |  |  | Bisnonni                     |  |  | Trisnonni                  |  |
|                                 |                      |                         |                                           |  |  |       |  |  | Antonio Carafa della Stadera |  |  | Luigi Carafa della Stadera |  |
|                                 |                      |                         |                                           |  |  |       |  |  | Antonio Carafa della Stadera |  |  | Luigi Carafa della Stadera |  |
|                                 |                      | Clarice Orsini          |                                           |  |  |       |  |  | Antonio Carafa della Stadera |  |  |                            |  |
| Luigi Carafa della Stadera      |                      |                         |                                           |  |  |       |  |  | Antonio Carafa della Stadera |  |  |                            |  |
|                                 |                      | Giovanna Colonna        | Marcantonio II Colonna                    |  |  |       |  |  |                              |  |  |                            |  |
|                                 |                      | Giovanna Colonna        | Marcantonio II Colonna                    |  |  |       |  |  |                              |  |  |                            |  |
|                                 |                      | Giovanna Colonna        | Felicia Orsini                            |  |  |       |  |  |                              |  |  |                            |  |
| Antonio Carafa della Stadera    |                      | Giovanna Colonna        |                                           |  |  |       |  |  |                              |  |  |                            |  |
|                                 |                      | Vespasiano I Gonzaga    | Luigi Gonzaga "Rodomonte"                 |  |  |       |  |  |                              |  |  |                            |  |
|                                 |                      | Vespasiano I Gonzaga    | Luigi Gonzaga "Rodomonte"                 |  |  |       |  |  |                              |  |  |                            |  |
|                                 |                      | Vespasiano I Gonzaga    | Isabella Colonna                          |  |  |       |  |  |                              |  |  |                            |  |
| Isabella Gonzaga                |                      | Vespasiano I Gonzaga    |                                           |  |  |       |  |  |                              |  |  |                            |  |
|                                 |                      | Ana de Aragón y Cardona | Alfonso de Aragón y Bragança              |  |  |       |  |  |                              |  |  |                            |  |
|                                 |                      | Ana de Aragón y Cardona | Alfonso de Aragón y Bragança              |  |  |       |  |  |                              |  |  |                            |  |
|                                 |                      | Ana de Aragón y Cardona | Juana Folch de Cardona y Manrique de Lara |  |  |       |  |  |                              |  |  |                            |  |
| Anna Carafa della Stadera       |                      | Ana de Aragón y Cardona |                                           |  |  |       |  |  |                              |  |  |                            |  |
|                                 | Giorgio Aldobrandini | Jacopo Aldobrandini     |                                           |  |  |       |  |  |                              |  |  |                            |  |
|                                 | Giorgio Aldobrandini | Jacopo Aldobrandini     |                                           |  |  |       |  |  |                              |  |  |                            |  |
|                                 | Giorgio Aldobrandini | Bartolomea Ambrogi      |                                           |  |  |       |  |  |                              |  |  |                            |  |
| Giovanni Francesco Aldobrandini | Giorgio Aldobrandini |                         |                                           |  |  |       |  |  |                              |  |  |                            |  |
|                                 |                      | Margherita Dal Corno    | Donato Dal Corno                          |  |  |       |  |  |                              |  |  |                            |  |
|                                 |                      | Margherita Dal Corno    | Donato Dal Corno                          |  |  |       |  |  |                              |  |  |                            |  |
|                                 |                      | Margherita Dal Corno    | …                                         |  |  |       |  |  |                              |  |  |                            |  |
| Elena Aldobrandini              |                      | Margherita Dal Corno    |                                           |  |  |       |  |  |                              |  |  |                            |  |
|                                 |                      | Pietro Aldobrandini     | Silvestro Aldobrandini                    |  |  |       |  |  |                              |  |  |                            |  |
|                                 |                      | Pietro Aldobrandini     | Silvestro Aldobrandini                    |  |  |       |  |  |                              |  |  |                            |  |
|                                 |                      | Pietro Aldobrandini     | Lisa Deti                                 |  |  |       |  |  |                              |  |  |                            |  |
| Olimpia Aldobrandini            |                      | Pietro Aldobrandini     |                                           |  |  |       |  |  |                              |  |  |                            |  |
|                                 |                      | Flaminia Ferracci       | …                                         |  |  |       |  |  |                              |  |  |                            |  |
|                                 |                      | Flaminia Ferracci       | …                                         |  |  |       |  |  |                              |  |  |                            |  |
|                                 |                      | Flaminia Ferracci       | …                                         |  |  |       |  |  |                              |  |  |                            |  |
|                                 |                      | Flaminia Ferracci       |                                           |  |  |       |  |  |                              |  |  |                            |  |